# 가역과정
가역과정(可逆過程, reversible process)은 엔트로피 생산(i.e. 에너지의 산일) 없이 계의 성질 일부에 무한소의 변화를 가함으로써 "되돌릴" 수 있는 과정이다. 가역과정을 끝마치기 위해서는 무한대의 시간이 필요하기 때문에 완전한 가역과정은 불가능하다. 그러나 계가 가해진 변화보다 더 빠른 변화 반응을 진행 중이라면 가역성으로 인한 편차는 무시될 수 있다.
모든 열역학적 과정은 가역과정과 비가역과정으로 나뉠 수 있다. 이상적인 열역학적 가역과정에서는 계가 하는 일 또는 계에 대한 일은 최대화되고 발생하는 열은 최소화된다. 그래도 열이 완전히 일로 전환되지는 못하고 언제나 어느 정도 주위 환경으로 방출된다.

## 같이 보기
- 카르노사이클
- 시간 변화
- 양자 회로
- 맥스웰의 도깨비
- 스털링 기관